# Hermann Schumacher (Nationalökonom)
Hermann Schumacher (* 6. März 1868 in Bremen; † 3. Oktober 1952 in Göttingen) war ein deutscher Staatswissenschaftler und Hochschullehrer.

## Herkunft und Ausbildung
Hermann Schumacher war der Sohn des Juristen, Historikers und Syndicus der Handelskammer Bremen Hermann Albert Schumacher (1839–1890) und der Bruder des Architekten und Stadtplaners Fritz Schumacher. Sein Urgroßvater Isak Hermann Albrecht Schumacher war der letzte Bremer Bürgermeister auf Lebenszeit. Hermann Schumacher wuchs in Nord- und Südamerika auf, da sein Vater in Kolumbien, New York und in Peru tätig war. 1886 kehrte die Familie nach Bremen zurück. Nach Besuch der Abschlussklassen des  Alten Gymnasiums studierte er in München, Freiburg, Wien und Berlin Rechts- und Staatswissenschaften. Schumacher wurde 1891 in Jena mit summa cum laude promoviert und im selben Jahr begann das Referendariat. 1893 unternahm er seine erste große Studienreise in die Vereinigten Staaten, deren Resultate die ausgezeichnete Arbeit "Der Getreidehandel in den Vereinigten Staaten Amerikas" (1895) war. In den Jahren 1897–1898 bereiste er als Mitglied der Kommission gewerblicher Sachverständiger Ostasien und erhielt nach seiner Rückkehr eine außerordentliche Professur für Nationalökonomie an der Universität Kiel (1899–1901).

## Karriere als Hochschullehrer
1901 wurde er als erster Studiendirektor der Städtischen Handelshochschule Köln berufen, sehr bald, 1904, wurde er aber auf eine ordentliche Professur für Staatswissenschaften an der Rheinischen Friedrich-Wilhelms-Universität Bonn berufen, den er bis zum Jahre 1917 innehatte. 1906/1907 nahm er die Kaiser-Wilhelm-Professur an der Columbia University in New York wahr. Seine Karriere endete an der Hauptstadtuniversität, der Friedrich-Wilhelms-Universität bis 1935. Damit wurde er anscheinend zu einem der letzten kaiserlichen Geheimräte ernannt. Dort wurde er  mit 67 Jahren emeritiert. Einer seiner Schüler in Bonn und Berlin war Walter Eucken.

## Nachwirken
Schumachers Nachlass befindet sich im Historischen Archiv des Germanischen Nationalmuseum. Etwa 18.000 Bände aus seiner privaten Bibliothek, zusammengefasst unter der Signaturengruppe Schum, befinden als Depositum im Bestand der Landesbibliothek Oldenburg.

## Familie

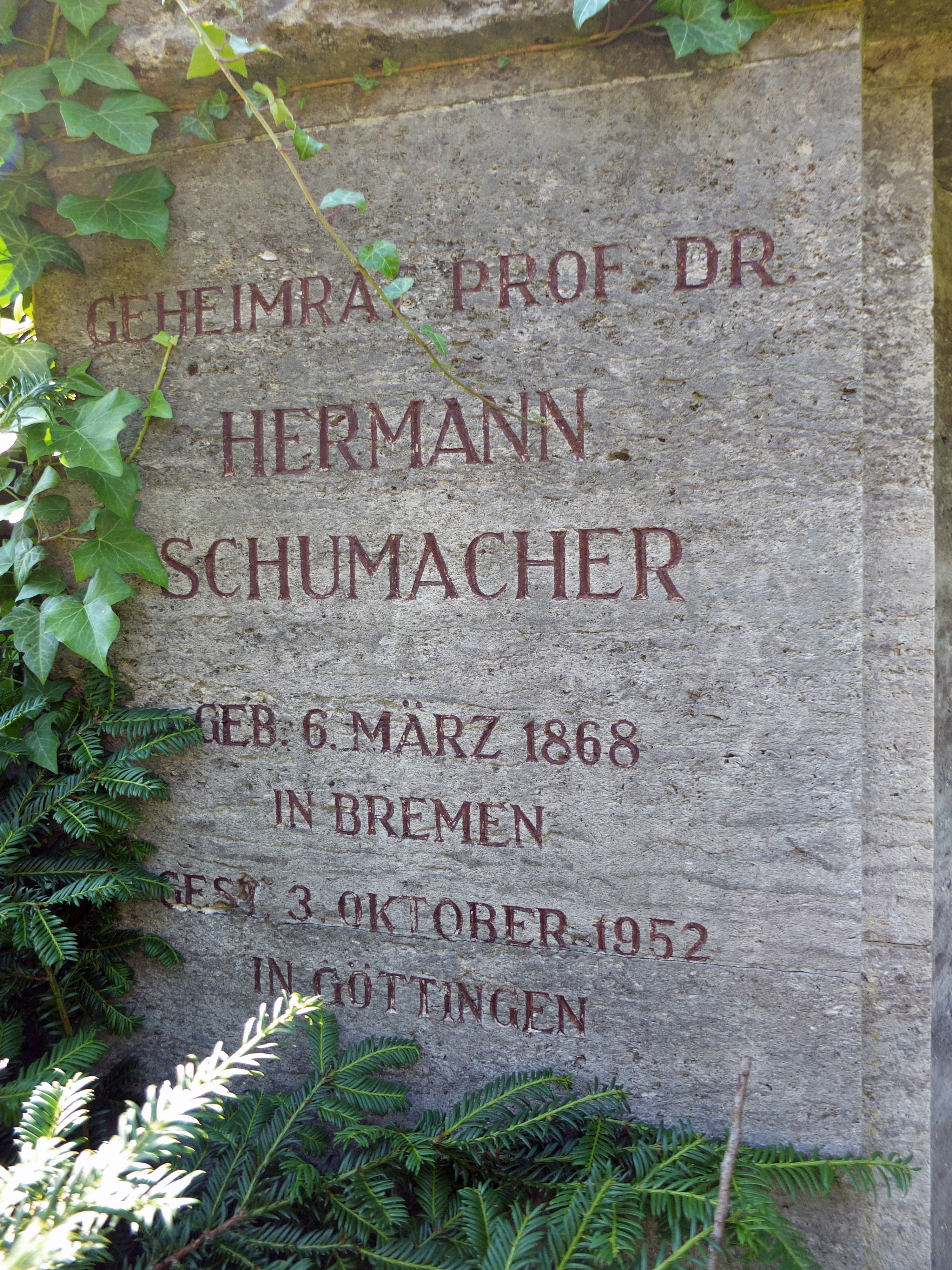
Grabinschrift

Schumacher war mit Edith, geborene Zitelmann (* 1884) verheiratet. Sie war eine Tochter von Ernst Zitelmann.
Eine seiner Töchter, Elisabeth, Buchhändlerin, war seit 1936 mit Werner Heisenberg verheiratet und hatte mit diesem sieben Kinder, eine zweite, Edith, Bildhauerin, heiratete 1938 Erich Kuby, mit dem sie fünf Kinder hatte. Sein Sohn Ernst Friedrich Schumacher (1911–1977), 1930 Rhodes-Stipendiat am New College (Oxford) bei John Maynard Keynes und später an der Columbia University, New York, wanderte 1937 nach Großbritannien aus, wurde dort 1939 interniert und war nach dem Krieg zwischen 1950 und 1970 Chief Economic Advisor beim UK National Coal Board. Die Geschichte seiner Familie hat Erich Kuby 1996 im Roman Lauter Patrioten beschrieben. Seinen Lebensabend verbrachte Schumacher   bei seiner Tochter und seinem Schwiegersohn in Göttingen. Dennoch ist er in Berlin, seiner letzten Wirkungsstätte, auf dem Friedhof Dahlem beerdigt.

## Werke
- Weltwirtschaftliche Studien. Vorträge und Aufsätze. Veit, Leipzig 1911.
- Antwerpen. Seine Weltstellung und Bedeutung für das deutsche Wirtschaftsleben. Duncker & Humblot, München / Leipzig 1916.
- Deutschland und der Weltkrieg. 2 Bände. Teubner, Leipzig / Berlin 1916.
- Der Reis in der Weltwirtschaft. Duncker & Humblot, München / Leipzig 1917.
- Staatswissenschaften. In: Gustav Abb (Hrsg.): Aus fünfzig Jahren deutscher Wissenschaft. Die Entwicklung ihrer Fachgebiete in Einzeldarstellungen. de Gruyter, Berlin 1930, S. 136–158.